# Ceyras
Ceyras is een gemeente in het Franse departement Hérault (regio Occitanie). De plaats maakt deel uit van het arrondissement Lodève. Ceyras telde op 1 januari 2022 1.389 inwoners.

## Geografie
De oppervlakte van Ceyras bedroeg op 1 januari 2022 6,96 vierkante kilometer; de bevolkingsdichtheid was toen 199,6 inwoners per km².

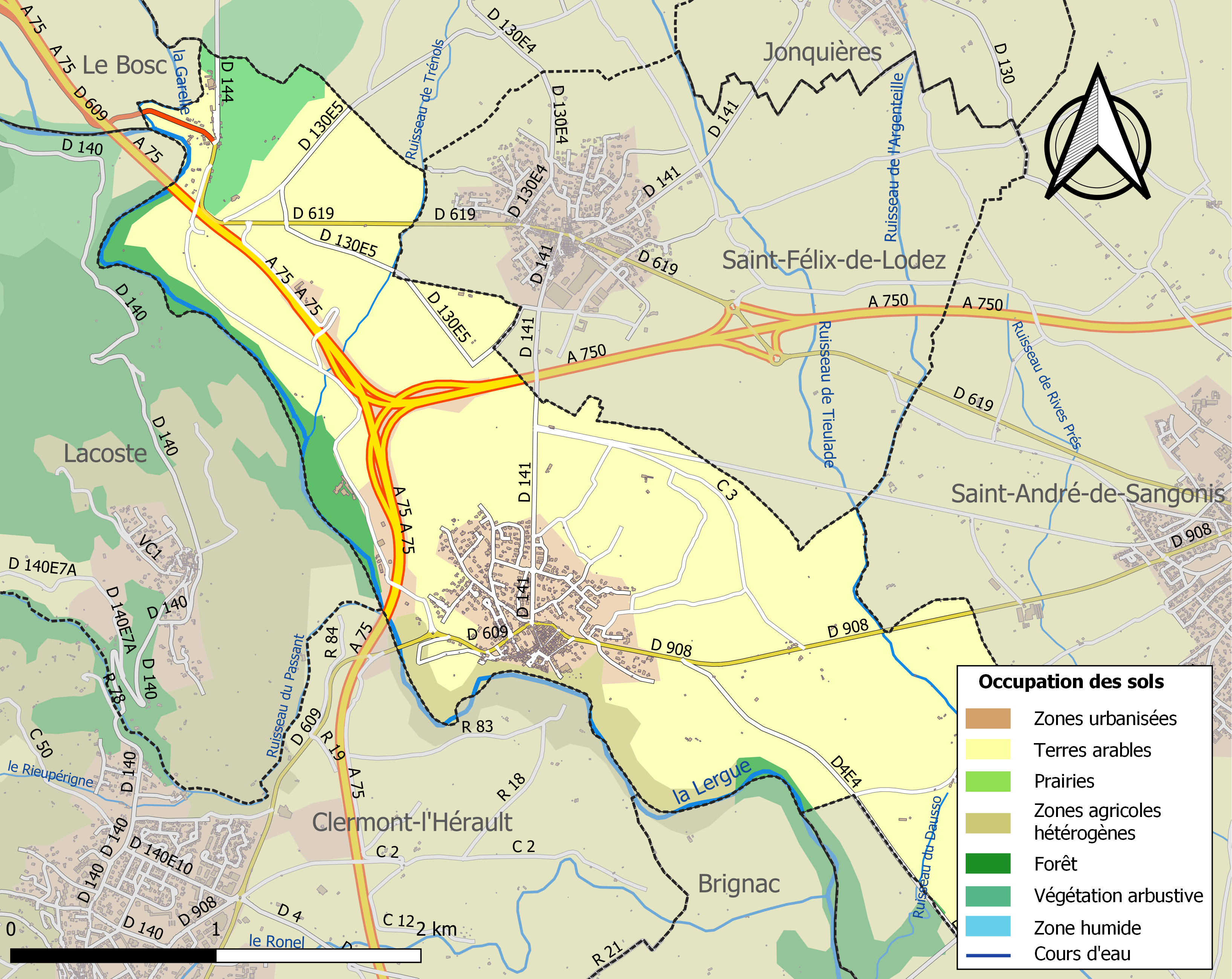
Kaart van de gemeente met belangrijkste infrastructuur, bodemgebruik en omliggende gemeenten

## Demografie
Onderstaande figuur toont het verloop van het inwonertal (bron: INSEE-tellingen).